# Fuencarral-El Pardo
Fuencarral-El Pardo é um distrito da cidade espanhola de Madrid. Este distrito compreende a antiga vila de Fuencarral, e também o Palácio Real de El Pardo.

## Bairros
Este distrito está dividido em oito bairros:
- El Goloso
- El Pardo
- Fuentelarreina
- La Paz
- Mirasierra
- Peñagrande
- Pilar
- Valverde